# Ölbäck (Gotland)

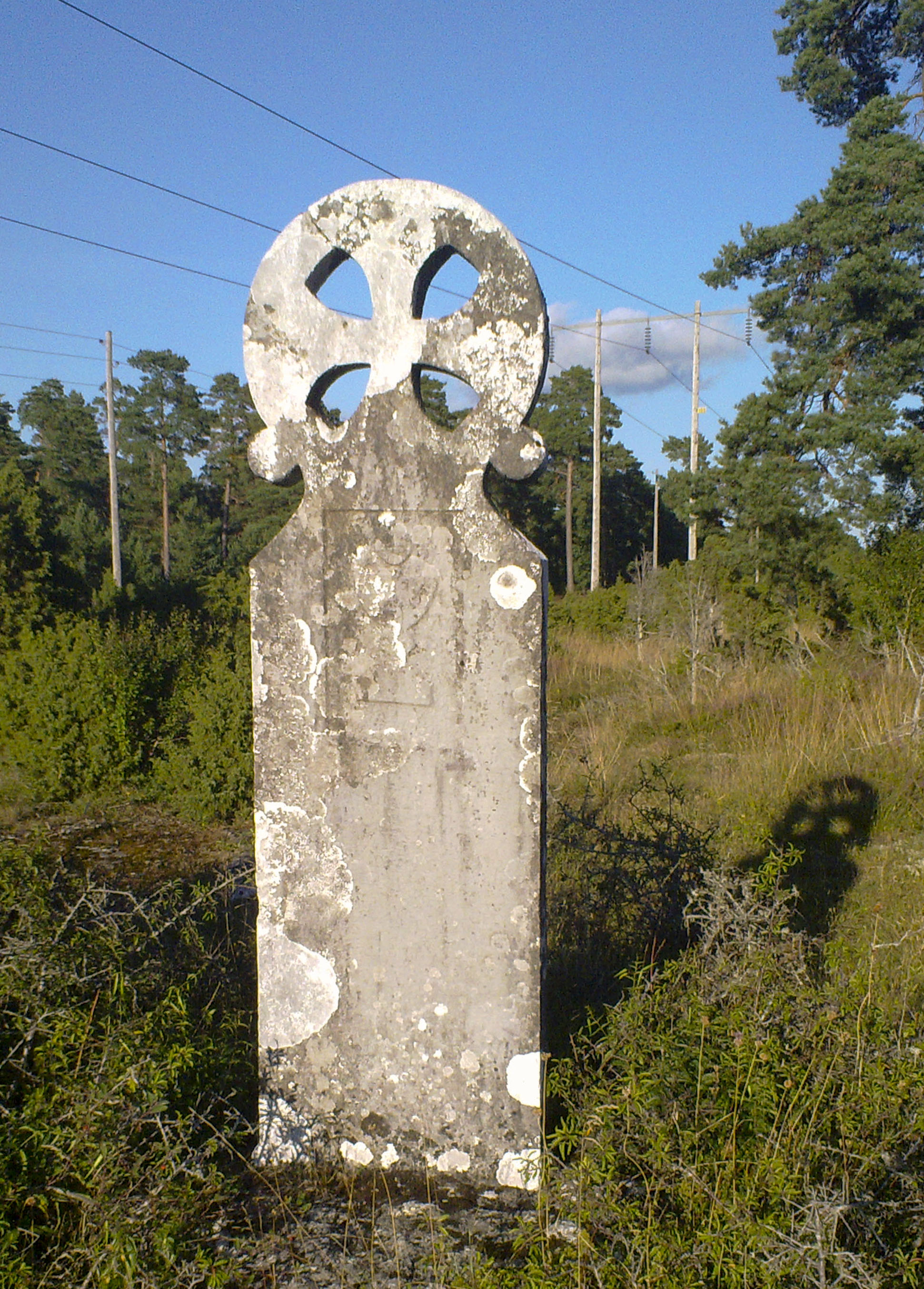
Steinkreuz, errichtet zur Erinnerung an Herrn Jörgen in Endre, der an dem Ort 1336 umgekommen sein soll

Ölbäck ist ein Naturreservat im Kirchspiel (schwedisch socken) Endre auf der schwedischen Insel Gotland. Teile der Sandhügel und der offenen Alvarflächen gehören dem EU-Netzwerk Natura 2000 an.

## Beschreibung
Bei Ölbäck gab es früher einen Gasthof für Reisende zwischen Endre und Visby und in der Nähe des Dorfgrundstücks (schwedisch bytomt) wachsen verwilderte Gartenpflanzenarten, wie  Sauerkirsche, Pflaume, Mehlbeere, Weiße Zaunrübe, Flieder, Mehlige Königskerze, Langblättriger Blauweiderich, Wiesen-Flockenblume, Mutterkraut und Kleine Traubenhyazinthe. Neben der Straße befinden sich sogar einzelne Exemplare von Großes Löwenmaul, Stachel-Lattich und Kanadisches Berufkraut.
Auf dem Schutthügel (schwedisch grusåsen) der von der Landstraße nach Süden führt, wächst eine der großen Raritäten des Naturreservats, Weiße Sommerwurz (oder Thymian-Sommerwurz, lateinisch orobanche alba). Unter den übrigen Arten des Hügels fallen Zottiger Spitzkiel  Svartoxbär (lateinisch cotoneaster niger), Backfingerört (lateinisch potentilla sordida), Grå småfingerört (lateinisch potentilla subarenaria), Schwärzende Platterbse, Kassuben-Wicke, Österreichischer Lein, Berg-Sandglöckchen, Zwerg-Filzkraut und Dünen-Schafschwingel (lateinisch festuca polesica) sowie einige Exemplare Klippoxel (lateinisch sorbus rupicola). In Bereichen des Naturreservats, wo der Fels fast ohne Humusbedeckung die Oberfläche bildet (schwedisch hällmark), findet man die ungewöhnliche Sprossende Felsennelke und am Standort einer ehemaligen Scheune wächst die Mehlige Königskerze. Weitere Arten sind Övriga arter Gewöhnliches Nadelröschen, Knotiges Mastkraut und Alpen-Rispengras. In den Felsritzen wachsen Echter Wurmfarn, Gemeiner Efeu und Faulbaum.
Auf den Alvarflächen nördlich der Straßen ist sogar Sand-Fingerkraut gesehen worden. Hier sind auch Blutroter Storchschnabel, Tauben-Skabiose und Wimper-Perlgras gut zu finden. Auch Stein-Storchschnabel kommt vor, außerdem Echte Mehlbeere, Balkanoxel (lateinisch sorbus graeca) und Klippoxel (lateinisch sorbus rupicola). Nördlich des Meilensteins im Reservat wächst Echtes Tausendgüldenkraut auf einem niedrigen Sandhügel. Auch Kleiner Wiesenknopf und Vildsparris und auch Gotländsk haverrot (lateinisch tragopogon crocifolius) sind hier angetroffen worden. In der Nähe kommen auch Felsen-Fetthenne und Milder Mauerpfeffer und weiter nördlich Knotiges Mastkraut, Felsen-Beifuß (lateinisch artemisia rupestris) und Mauer-Pippau (lateinisch crepis tectorum), Klippen-Leimkraut (schwedisch alvarglim) und ein paar Büschel des stark bedrohten Kalknarv (lateinisch arenaria gothica). Auch Kulturpflanzen wie Acker-Gauchheil, Breitblättriger Hohlzahn und Kleines Leinkraut werden hier angetroffen. Hier kommt sogar die Blauflügelige Sandschrecke reichlich vor.
Im nordöstlichen Teil des Gebiets befindet sich auf Alvarflächen ein Areal mit Väts die aus Sandschichten hervortreten.  Hier dominiert Rotes Straußgras, im Übrigen kommt auch Knotiges Mastkraut, Ackerminze, Felsen-Beifuß, Wiesen-Flockenblume, Höstfila, Schnittlauch (schwedisch alvargräslök) und Alpen-Rispengras vor. Eine ungewöhnliche Art, die hier in einzelnen Exemplaren vorkommt ist Blåfibbla (lateinisch pilosella praealta).
Knoblauch-Gamander kommt in einigen der tieferen Väts vor. Näher an der Straße wächst Frühe Haferschmiele und Echtes Tausendgüldenkraut, Hasen-Klee und Blåmunk.
In den übrigen Teilen des Reservats findet man sogar Finger-Kuhschelle und Blaugrüne Binse. Außerdem hat Ölbäck eine reiche Funga, also reichhaltige Vorkommen an Pilzen. Unter den selteneren Arten fallen laven Heppia (lateinisch Heppia lutosa) und die Pilze Geastrum berkeleyi (schwedisch sträv jordstjärna) und Ramaria broomei (schwedisch svartnande fingersvamp) auf.
Entlang der alten Straße von Endre nach Visby, die etwas höher im Gelände als die heutige Straße verlief, steht ein mittelalterliches Steinkreuz, das in Erinnerung an Herrn Jörgen in Endre errichtet worden ist, der an diesem Ort im Jahr 1336 umgekommen sein soll.